# QTS-11
 (juillet 2018).
Si vous disposez d'ouvrages ou d'articles de référence ou si vous connaissez des sites web de qualité traitant du thème abordé ici, merci de compléter l'article en donnant les références utiles à sa vérifiabilité et en les liant à la section « Notes et références ».
 (juillet 2018).
Le QTS-11 est un fusil d'assaut chinois avec lance-grenades  intégré, équivalent des projets français PAPOP (PolyArme POlyProjectiles) et américain Objective Individual Combat Weapon, en particulier du projet abandonné de développement du XM29 OICW. Il remplacera le QBZ-03.